# Dialogus contra Iudaeos

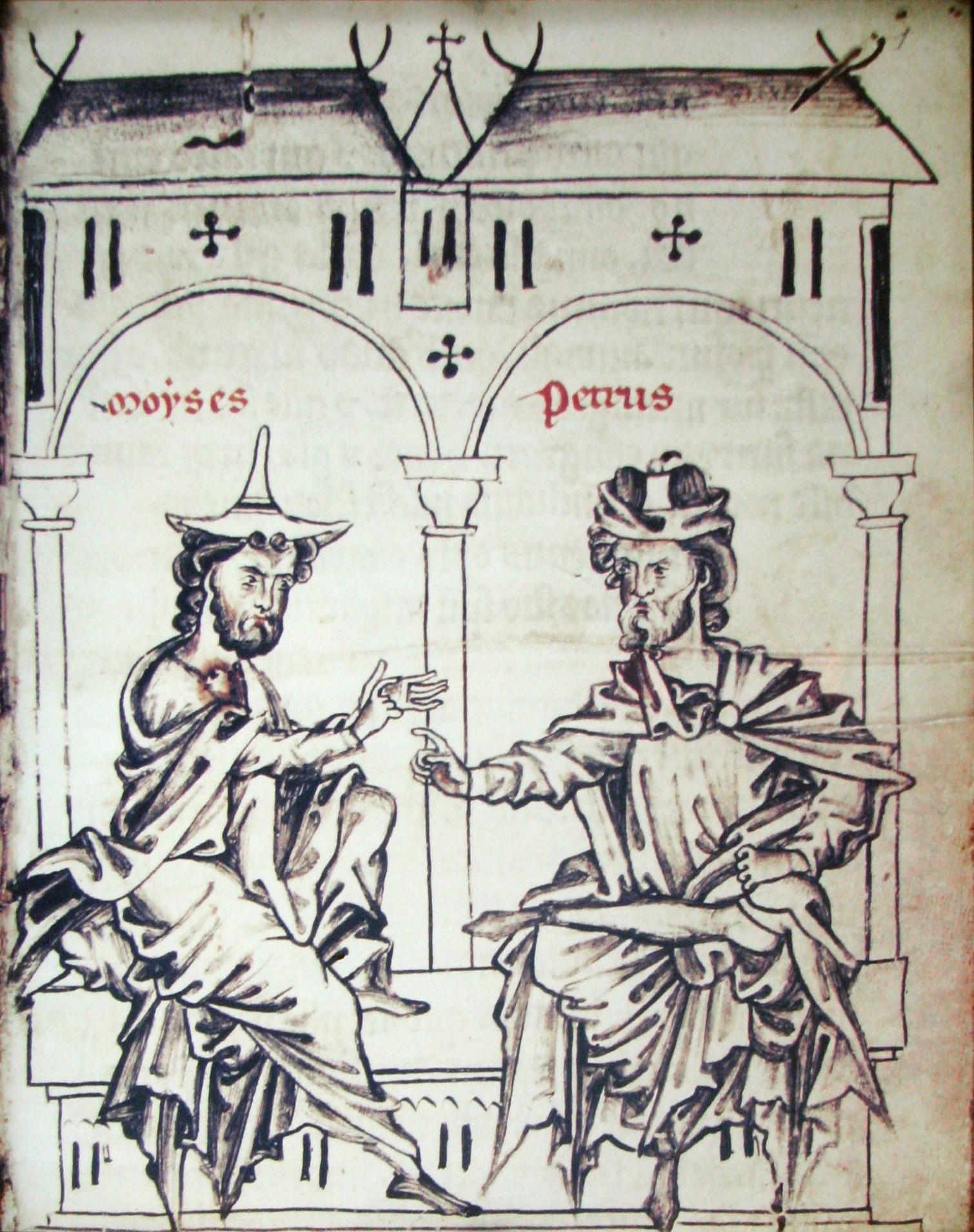
Illustrazione di un manoscritto belga del XIII secolo raffigurante il dialogo fra Mosé e Pietro

Il Dialogus contra Iudaeos è un’opera di Pietro Alfonsi scritta in prosa latina nel XII secolo. Il dialogo appartiene e continua una lunga tradizione di letteratura polemica contro gli ebrei le cui origini risalgono alle stesse origini storiche del Cristianesimo. Gli interlocutori, Pietro e Mosè, appartengono a due fedi diverse, rispettivamente quella cristiana e quella ebraica. I due protagonisti discutono ampiamente dei principi e degli insegnamenti veicolati dalle Scritture. Il Dialogus, essendo stato scritto dopo il battesimo dell’autore, ha l’obiettivo di dimostrare la superiorità della fede cristiana rispetto a quella ebraica e musulmana.

## Contenuto e struttura dell'opera
Nel Dialogus Pietro Alfonsi conduce una strenua difesa della fede cristiana innalzandola ad unica vera e logica fede di Dio e contrapponendola alla fede ebraica. L’accusa principale mossa dall’autore alla religione ebraica è il non aver compreso il significato profondo delle scritture e averle interpretate superficialmente e alla lettera. Gli strumenti con i quali Pietro Alfonsi dimostra la superiorità della fede cristiana sono svariati: argomenti filosofici, argomenti scientifici e logici (in particolare adottati dall’astronomia) e autorità bibliche. La sua conoscenza della fede ebraica e del Talmud gli permette di svolgere parallelismi tra le due religioni dai quali la fede cristiana risulta sempre come la più razionale e la fede ebraica come basata su contraddizioni logiche, filosofiche e teologiche. La forma dialogica è coerente con l’intento didattico dell’opera, infatti l’autore afferma nel prologo: “Librum autem distinxi per dialogum, ut lectoris animus promptior fiat ad intelligendum”.
L’opera è divisa in 12 titoli che hanno la funzione pratica di facilitare la comprensione e di aiutare il lettore a orientarsi all’interno di essa. Infatti, nel prologo, l’autore afferma “Librum etiam in titulos duodecim divisi, ut, quod lector quisque desiderat citius in illis inveniat”. L’opera potrebbe essere divisa idealmente in tre parti: nella prima parte (dal I al IV titulus) accusa l’ebraismo di interpretare erroneamente le Scritture; infatti, secondo l’autore, bisognerebbe intenderle non letteralmente, ma allegoricamente. La seconda parte coincide con il titulus V e consiste in un attacco verso la religione islamica. Nella terza parte, che comprende i sette restanti titoli, fa risaltare definitivamente la superiorità del cristianesimo.

### Praefatio e Incipit
Nella praefatio l’autore, dopo aver dedicato l’opera a Dio, si presenta come Pietro Alfonsi, uomo che da ebreo si convertì al cristianesimo. In questa prima parte scrive del suo battesimo, motiva la scelta del suo nuovo nome ed espone le accuse che gli sono state mosse dagli ebrei della sua comunità. Infine, accenna alla struttura dell’opera, spiegando che il suo interlocutore sarà Mosè, il quale non è altro che lo stesso autore prima di battezzarsi. Si tratta dunque di un dialogo tra il sé del presente cristiano e il sé del passato ebreo. Il dialogo tra Mosè e Pietro inizia nell’incipit, dove Mosè è presentato come un amico di lunga data deluso dalla conversione di Pietro. Il tono che Pietro adotta in quasi tutta l’opera non è quello di un’invettiva feroce contro l’amico e la sua fede, ma è un tono spesso pacato che mira a educare. Mosè spesso riconosce la validità delle tesi di Pietro, ma, a volte, quando questo non accade è definito stultissimus o stolidus. Questi appellativi riflettono la riluttanza e la repulsione che Pietro prova per le sue convinzioni di un tempo.

### Dal I al IVtitulus
Alcuni temi principali trattati in questa parte sono: la corporeità divina, da intendersi secondo Pietro Alfonsi come allegorica; la schiavitù ebraica determinata secondo l’autore dal deicidio compiuto dagli ebrei; la concezione della resurrezione dei morti secondo gli ebrei e i precetti legali che gli ebrei non rispettano.

### Il Vtitulus
Il Dialogus non vede scontrarsi solo due fedi (quella ebraica e quella cristiana): il V titulus introduce un’ampia polemica antimusulmana, in cui l’autore spiega al suo interlocutore il motivo per cui, avendo abbandonato l’ebraismo, abbia optato per la fede cristiana e non per quella musulmana.
In questo titolo Pietro Alfonsi tratta della religione musulmana e del motivo per cui è razionalmente e teologicamente inferiore a quella cristiana. Rispetto al tono misurato della parte precedente, in questa parte l’autore conduce una dura invettiva accusando l’islam di essere un insieme corrotto di elementi eretici. È necessario notare che nonostante l’autore abbia una buona conoscenza del Corano, incappa in alcuni errori e mostra una visione piuttosto parziale e distorta dell’islam.

### Dal VI al XIItitulus
In questa parte sono trattati alcuni temi come: la Trinità, inaccettabile per gli ebrei; la concezione verginale di Maria; la condizione umana e divina di Cristo e il compimento delle profezie che vedono in lui il messia e, infine, la sua resurrezione.
Pietro Alfonsi conclude la sua opera volendo dimostrare che il cristianesimo non è contrario alla legge ebraica, semplicemente, grazie alla venuta del messia, la completa.

## Obiettivi
Nel prologo l’autore ci informa di essere stato criticato aspramente dai suoi correligionari per la sua scelta di convertirsi al cristianesimo. Dunque, si pone l’obiettivo di difendere le sue posizioni dimostrando, anche per via razionale, che i cristiani sono il popolo di Dio. L’intento si realizza dimostrando razionalmente, filosoficamente e teologicamente la verità unica della fede cristiana e, necessariamente, dimostrando l’inferiorità della fede ebraica e della fede musulmana. L’intento dell’opera è inoltre profondamente didattico per i suoi lettori e la struttura a dialogo rispecchia questa finalità. I destinatari dell’opera sono da un lato gli ebrei che lo criticarono per la conversione al cristianesimo, dall’altro i suoi nuovi correligionari, ai quali è necessario sia provare l’adesione sincera alla nuova fede, sia educarli alla conoscenza profonda delle Scritture.

## Composizione
L’anno di composizione è ignoto, ma ci sono buone ragioni per credere che sia stato composto negli anni appena successivi al battesimo dell’autore (avvenuto nel 1106). Questa ipotesi è basata su un’informazione fornitaci dall’autore stesso: nel prologus, infatti, afferma che nel momento in cui scrive gli ebrei hanno già completato 1040 anni in esilio dalla distruzione del secondo Tempio. La data che gli ebrei spagnoli riconoscevano per la distruzione del tempio è il 69 d.C., dunque sommando gli anni si conclude che l’opera sia stata scritta intorno al 1109. Inoltre, come fu immediata la risposta ostile dei suoi conoscenti ebrei, è presumibile pensare che anche la necessità di una difesa sia stata immediata. Probabilmente l’opera fu scritta in un periodo di tempo piuttosto limitato considerando che il dialogo e lo stile impiegato sono uniformi.

## Fortuna
Il Dialogus sopravvive in 93 manoscritti. L’opera influenzò profondamente la produzione successiva; di seguito alcune opere che riconoscono il Dialogus di Pietro Alfonsi come fonte: Epistola del Rabbino Samuel di Marocco; Liber disputationum contra Symeon Judaeum di Pietro di Cornovaglia; Contra Iudaeorum di Pietro il Venerabile. Il Dialogus fu inoltre riassunto da Vincenzo di Beauvais, il quale lo incluse nella sua enciclopedia Speculum historiale. La sua influenza è probabilmente dovuta alle conoscenze approfondite di tre fedi e culture diverse (ebraica, cristiana, musulmana); infatti la posizione particolare di Pietro Alfonsi (ebreo, educato nella Spagna araba e convertito al cristianesimo) incide significativamente sui contenuti dell’opera e sul modo in cui essi sono trattati.

## Edizioni
- Dialog des Petrus Alfonsi: Seine Uberlieferung im Druck und in den Hand-schriften Textedition, ed. Klaus-Peter Mieth, Inaugural-Dissertation, Freie Universitat, Berlin, 1982
- Petri Alfonsi Dialogus. Kritische Edition mit deutscher Übersetzung. Carmen Cardelle de Hartmann, Darko Senekovic, Thomas Ziegler (edizione), Peter Stotz (traduzione), Firenze: SISMEL - Edizioni del Galluzzo 2018.
- Petrus Alfonsi, e I. M. Resnick, Dialogue against the Jews, Washington, Catholic University of America Press, 2006
- A. B. Serrano, Pedro Alfonso “Dialogus contra iudaeos”: Translation and notes. Its insertion in the polemical Jewish-Christian tradition, Diss. Universidad de Zaragoza, 1993
- Der Dialog des Petrus Alfonsi: Seine Uberlieferung im Druck und in den Hand-schriften Textedition, ed. Klaus-Peter Mieth, Inaugural-Dissertation, Freie Universitat, Berlin, 1982
- Dialogo contra los judios, ed. M. J. Lacarra, introduzione di J. Tolan e traduzione spagnola di E. Ducay, Huesca, 1996
- Petrus Alfonsi, Dialogus, in Patrologia Latina, vol. 157, ed. J. P. Migne, 1854